# Хволес, Григорий Яковлевич
Григорий Яковлевич Хволес (31 января 1902—1969) — советский учёный-медик, физиолог, доктор медицинских наук, профессор.

## Биография
Родился 31 января 1902 года в Одессе в еврейской семье.
После окончания МГУ в течение несколько лет работал военным врачом (был призван в РККА в 1924 году), затем хирургом в одной из больниц города Москвы. В 1938 году возглавил кафедру нормальной физиологии Ивановского медицинского института. Занимался разработкой учения Л. С. Штерн о гематоэнцефалическом барьере. В этом направлении стали проводиться кафедральные исследования.
В 1940 году защитил докторскую диссертацию, а позднее обобщил результаты исследований в монографии «Состояние секреторной и моторной функций пищеварительного тракта при непосредственном воздействии калия и кальция на вегетативные центры» (Москва1946).
Участник Великой Отечественной войны — майор медицинской службы.
В 1950 году основал кафедру нормальной физиологии в открывшемся Карагандинском медицинском институте и заведовал ею до 1959 года. Подготовил себе достойную смену в лице докторов медицинских наук Узбекова Анвера Арслановича и Самохиной Анны Александровны, которые после него заведовали кафедрой.
Умер в 1969 году в Москве. Был похоронен на Новодевичьем кладбище.

## Научные работы
- «Состояние секреторной и моторной функций пищеварительного тракта при непосредственном воздействии калия и кальция на вегетативные центры» (Москва 1946)

## Семья
- Родители — Яков Тобяшевич (Тимофеевич) Хволес (1869—1946), инженер-химик, и Ревекка Михайловна Хволес (1876—1856), художник-прикладник.
- Сестра — Софья Яковлевна Шнейдер (1897—1980), художник-прикладник.
- Жена — Ева Григорьевна Трестман (1906—1990), учительница музыки.